# バウンスジャグリング

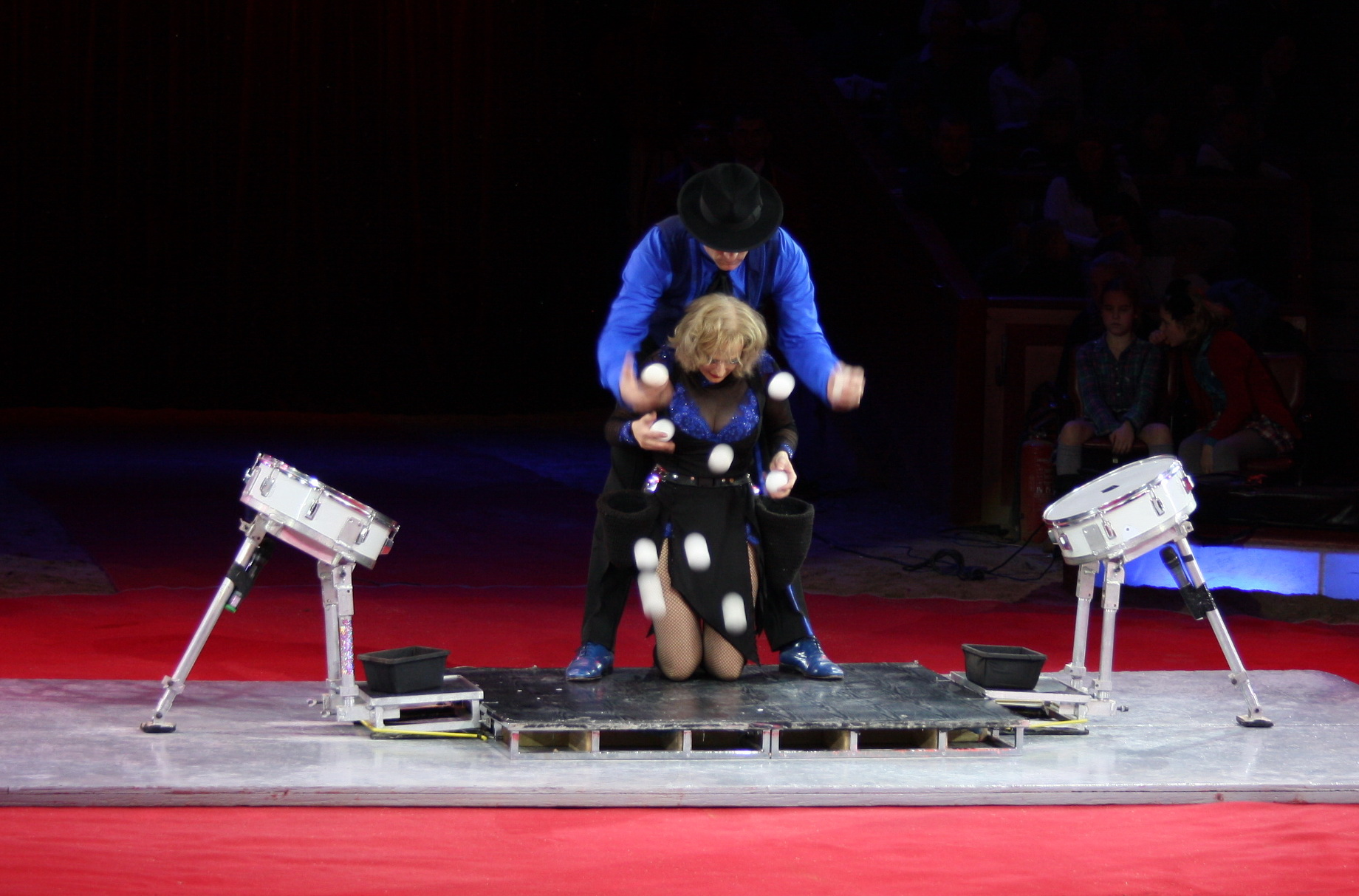
バウンスジャグリングのパフォーマンス

バウンスジャグリング（英: bounce juggling）とは、ジャグリングの一種で、ボールを投げ上げず、地面にたたきつけて跳ね返ったものをキャッチするもの。
ボールを使ったジャグリングというとトスジャグリングが一般的で、コンタクトジャグリングほどではないが、バウンスジャグリングもあまり知られてはいない。バウンスボールと呼ばれるゴム製の高反発ボールを使う。時には、見栄えを重視して、サッカーボールやバスケットボールを使うこともあるが、大きすぎるためナンバーズ（扱うボールの数を増やすこと）には向かない。